# Tim Deavin
Tim Deavin, né le 27 juillet 1984 à Launceston (Tasmanie), est un joueur australien de hockey sur gazon.

## Palmarès
- Médaille de bronze aux Jeux olympiques de Londres en 2012[1]